# Мечето (чешма в Сандански)
„Мечето“ или Чешмата с мечето е чешма в град Сандански, България.

## Местоположение
Чешмата с мечето е на отклонението за къщичката на Баба Яга в Градския парк. Срещу него е коритото на река Санданска Бистрица.

## История
Паркът е изграден през 1916 година, а чешмата с мечето – през 1959 – 1960 година.

## Композиция
Чешмата представлява кръгла колона, на върха на която има скулптура на седнало мече с трън в крачето. В началото мечето е имало уши, които с времето са се изгубили.
Мечето, пънчетата и близката къщичка на Баба Яга са част от един общ кът.
От двете страни на колоната, явяващи се отляво и отдясно спрямо мечето, има два чучура с непрекъснато течаща вода. Тази и други чешми в парка се захранват с минерална вода. На една трета от височината на колоната е нанизан малък кръгъл басейн, в който се отича водата.
- Мечето и къщичката на Баба Яга на заден план
- Мечето отблизо